# San Miguel (Catanduanes)
San Miguel è una municipalità di quinta classe delle Filippine, situata nella Provincia di Catanduanes, nella Regione di Bicol.
San Miguel è formata da 24 baranggay:
- Atsan (District I)
- Balatohan
- Boton
- Buhi
- Dayawa
- J. M. Alberto
- Katipunan
- Kilikilihan
- Mabato
- Obo
- Pacogon
- Pagsangahan

- Pangilao
- Paraiso
- Poblacion District II
- Poblacion District III
- Progreso
- Salvacion (Patagan)
- San Juan (Aroyao)
- San Marcos
- Santa Elena (Patagan)
- Siay
- Solong
- Tobrehon